# ヘキサヘドライト

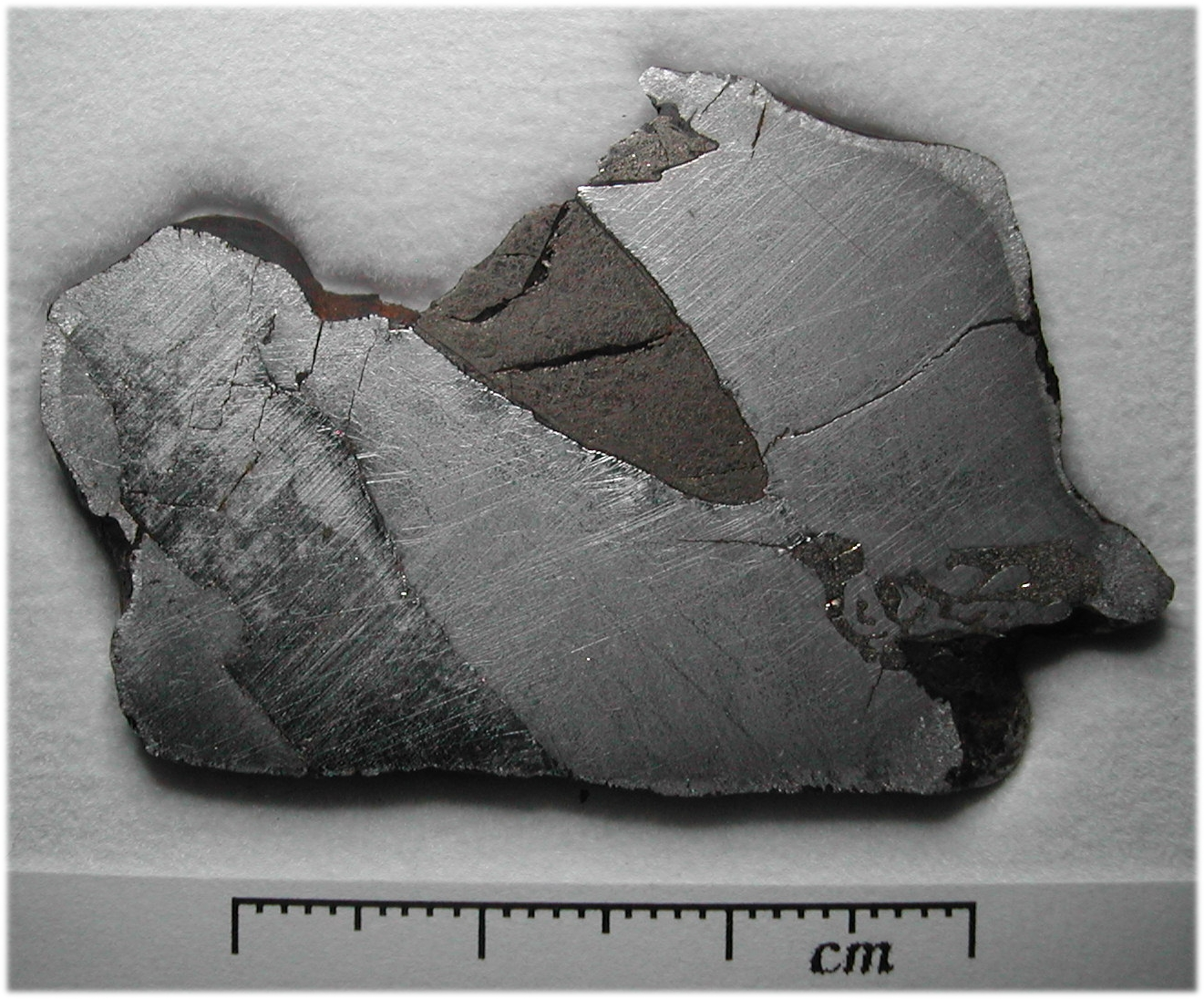
ノイマン線

ヘキサヘドライト(Hexahedrite)は、鉄隕石の分類の1つである。ほぼ全てニッケル-鉄合金のカマサイトから構成され、ニッケル含量はオクタヘドライトと比べて少ない。ヘキサヘドライトのニッケル含量は、5.8%以下であるが、5.3%を下回ることは滅多にない。
名前は、カマサイトの結晶が立方晶(hexahedron)であることに由来する。酸でエッチングを行ってもウィドマンシュテッテン構造は表れないが、ヨハン・ノイマンが1848年に発見したノイマン線は見られることがある。

## 化学分類
親天体の小惑星と対応させて鉄隕石を化学組成で分類するために、痕跡量の元素（ゲルマニウム、ガリウム、イリジウム）の組成が用いられる。ヘキサヘドライトの分類には、以下が含まれる。
- IIAB型鉄隕石
- IIG型鉄隕石